# Valea Lupului
Valea Lupului est une commune roumaine située dans le județ de Iași.